# ويل ويلسون (سياسي)
ويل ويلسون هو كاتب وقاضي وعسكري وسياسي أمريكي، ولد في 1912 في دالاس في الولايات المتحدة، وتوفي في 14 ديسمبر 2005.